# Aeroportul Repulse Bay
Aeroportul Repulse Bay (IATA: YUT, ICAO: CYUT) este un aeroport din Naujaat⁠(d), Nunavut, Canada ce deservește zona Naujaat⁠(d). Aeroportul a fost tranzitat în 2010 de 8.184 de pasageri. A fost numit după Repulse Bay⁠(d).
Situat la o altitudine de 23 m, aeroportul dispune de o singură pistă.